# 이상현 (1981년)
이상현(1981년 4월 5일 ~ )는 전 KBO 리그의 전 투수이다.  2000년 현대 유니콘스의 1차 지명을 받아 입단하여 이는 삼청태현 역사의 강원 지역 최초로 1차 지명을 배출한 선수이다.

## 출신학교
- 춘천고등학교

## 등번호
- 52번